# Modern Family
Modern Family ist eine US-amerikanische Mockumentary-Comedy, die erstmals am 23. September 2009 auf dem US-Fernsehsender ABC lief. Die von Christopher Lloyd und Steven Levitan erdachte Serie wurde von den Fox Television Studios produziert. Die ca. zwanzigminütigen Episoden beschäftigen sich mit den Familien von Jay Pritchett, seines Sohns Mitchell Pritchett und seiner Tochter Claire Dunphy.
Die Serie belegt Platz 5 unter den erfolgreichsten Comedy-Serien. Sie gewann insgesamt 22 Emmys, darunter viermal in Folge den Emmy für die Beste Comedy-Serie des Jahres (2010–2013).
Die letzte Folge der abschließenden 11. Staffel wurde in den USA am 8. April 2020 ausgestrahlt, in deutscher Sprache am 17. September 2020 auf Sky One.

## Handlung
Die Mockumentary begleitet die Familien von Jay Pritchett (Ed O’Neill), seiner Tochter Claire Dunphy (Julie Bowen) und seines Sohns Mitchell Pritchett (Jesse Tyler Ferguson) aus dem Los Angeles County. Während Claire die Rolle der Hausfrau in einer klassischen Familie innehat, ist Jay in zweiter Ehe mit seiner viel jüngeren Frau Gloria (Sofía Vergara) verheiratet, mit der er seinen Stiefsohn Manny (Rico Rodriguez) erzieht und mit der er später seinen Sohn Joe bekommt. Mitchell und sein Lebensgefährte Cameron (Eric Stonestreet) haben ein vietnamesisches Baby namens Lily (Aubrey Anderson-Emmons) adoptiert.
Claire hingegen lebt in ihrer Familie mit ihrem Mann Phil (Ty Burrell) und ihren drei Kindern: Haley (Sarah Hyland), die zwar hübsch, aber nicht besonders klug ist, Alex (Ariel Winter), die im Gegensatz zu ihrer Schwester ziemlich intelligent ist, und ihrem Sohn Luke (Nolan Gould), der häufig als etwas dumm angesehen wird, aber auch hilfsbereiter ist als Haley und Alex.
Die einzelnen Sendungen folgen im Wesentlichen immer einem gleichen wiedererkennbaren Muster: Im Vorspann wird eine Szene als Standbild eingefroren, was dann gerahmt von einem anderen Teil der Familie wiederum in eine Kamera gehalten und ebenfalls eingefroren wird, um dann als gerahmtes Bild vom nächsten Teil der Familie präsentiert zu werden. Dieses gerahmte Foto bildet das thematische Intro. Erst dann beginnt die eigentliche Geschichte. Hierbei werden jeweils drei verschiedene Handlungsstränge in kurzen Szenen gezeigt, unterbrochen durch sekundenlange Ausblendungen ohne Bild und Ton; die ganze Familie bildet dabei einen erzählerischen Zusammenhang. Oft werden Missverständnisse nicht aufgeklärt, was zu einer Anhäufung von Schwindeleien und in Konsequenz fast regelmäßig zu kleinen Katastrophen führt. Am Ende einer jeden Folge erweist sich jedoch der familiäre Zusammenhalt als stärker, und die großen Katastrophen werden verhindert.

## Produktion
Nachdem der Pilotfilm in einem Zielgruppentest sehr gut abschnitt, bestellte ABC dreizehn Episoden und fügte diese dem Sendeplan für 2009/2010 hinzu. Die Serie erhielt am 8. Oktober 2009 eine volle Staffel mit 24 Episoden. Am 12. Januar 2010 bestellte ABC eine zweite Staffel von Modern Family, die ab dem 22. September 2010 ausgestrahlt wurde.
Während die Verlängerung um eine dritte Staffel im Januar 2011 erfolgte, gab ABC im Mai 2012 die Produktion einer vierten Staffel bekannt. Schließlich wurde im Mai 2013 die Serie auch um eine fünfte Staffel verlängert.
Gegen Ende Juli 2012 verklagte ein Teil des „Modern Family“-Ensembles, und zwar Julie Bowen, Sofía Vergara, Eric Stonestreet, Jesse Tyler Ferguson und Ty Burrell, die Produktionsfirma 20th Century Fox Television, da die bestehenden Verträge die nach kalifornischem Recht gültige Vertragshöchstdauer von sieben Jahren überschritten. Der eigentliche Grund der Klage waren die gescheiterten Verhandlungen über die Gagen der Darsteller. Die Klage wurde wenige Tage später zurückgezogen, da sich Produktionsfirma und Darsteller über neue, höhere Gagen einig wurden.
Während die Innenaufnahmen der Serie in den 20th Century Studios aufgenommen werden, stammen die Außenaufnahmen von in Los Angeles stehenden Einfamilienhäusern, welche für die Serie eingesetzt werden.

## Figuren

### Stammbaum
Grün markierte Einträge bezeichnen die Hauptdarsteller/Stammbesetzung der Serie.

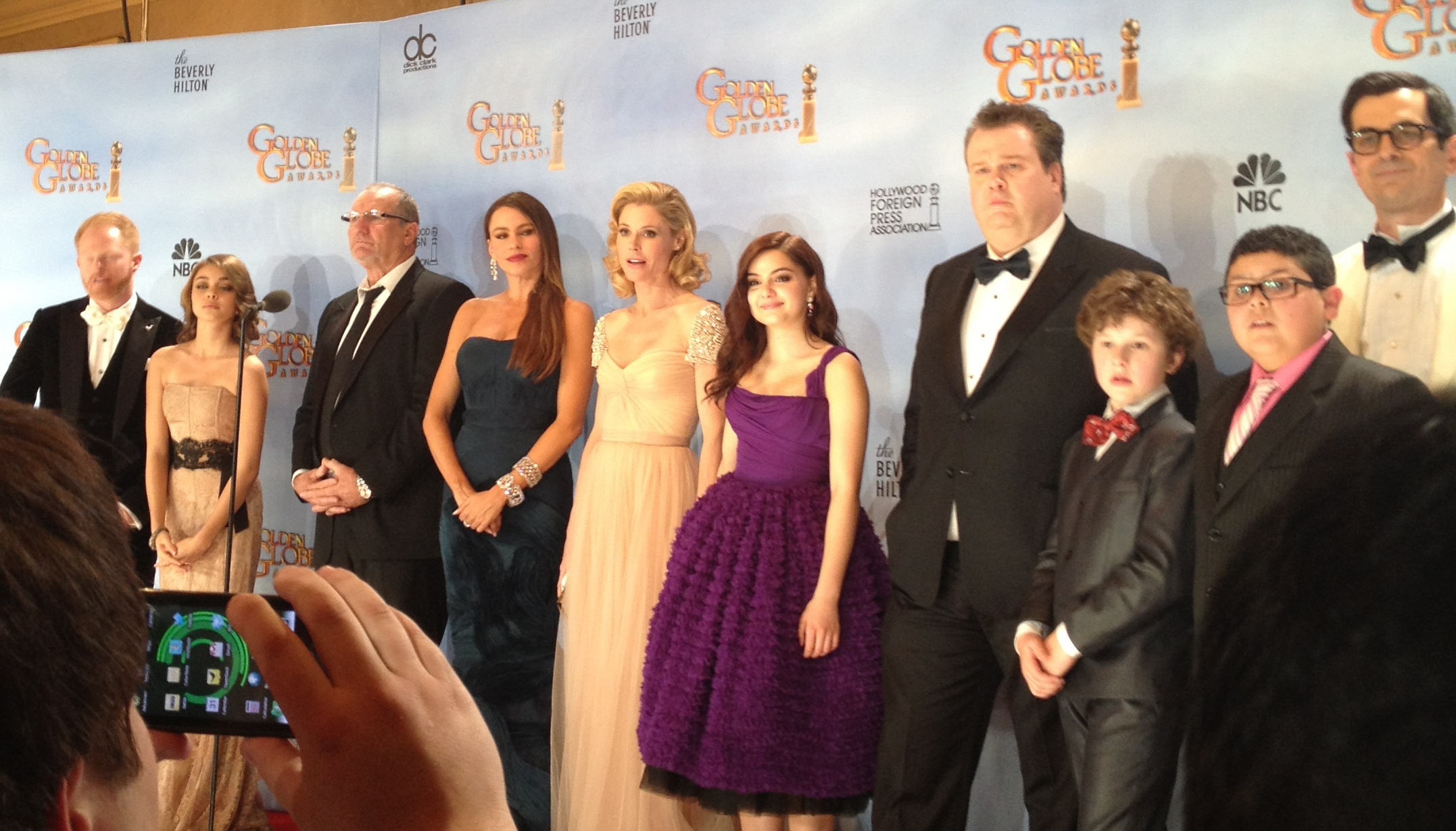
Die Besetzung von Modern Family bei den Golden Globe Awards 2012

| Javier Delgado | Javier Delgado | Javier Delgado | Javier Delgado | Javier Delgado | Javier Delgado |               |               | Gloria Pritchett | Gloria Pritchett | Gloria Pritchett | Gloria Pritchett | Gloria Pritchett | Gloria Pritchett |                |                |                |                |               |  |                |                |                |                |                       |                       |                       |                       | Jay Pritchett         | Jay Pritchett         | Jay Pritchett      | Jay Pritchett      | Jay Pritchett      | Jay Pritchett      |  |  | DeDe Pritchett (†) | DeDe Pritchett (†) | DeDe Pritchett (†) | DeDe Pritchett (†) | DeDe Pritchett (†) | DeDe Pritchett (†) |  |  |             |             |             |             | Grace Dunphy (†) | Grace Dunphy (†) | Grace Dunphy (†) | Grace Dunphy (†) | Grace Dunphy (†) | Grace Dunphy (†) |             |             | Frank Dunphy (†) | Frank Dunphy (†) | Frank Dunphy (†) | Frank Dunphy (†) | Frank Dunphy (†) | Frank Dunphy (†) |
| Javier Delgado | Javier Delgado | Javier Delgado | Javier Delgado | Javier Delgado | Javier Delgado |               |               | Gloria Pritchett | Gloria Pritchett | Gloria Pritchett | Gloria Pritchett | Gloria Pritchett | Gloria Pritchett |                |                |                |                |               |  |                |                |                |                |                       |                       |                       |                       | Jay Pritchett         | Jay Pritchett         | Jay Pritchett      | Jay Pritchett      | Jay Pritchett      | Jay Pritchett      |  |  | DeDe Pritchett (†) | DeDe Pritchett (†) | DeDe Pritchett (†) | DeDe Pritchett (†) | DeDe Pritchett (†) | DeDe Pritchett (†) |  |  |             |             |             |             | Grace Dunphy (†) | Grace Dunphy (†) | Grace Dunphy (†) | Grace Dunphy (†) | Grace Dunphy (†) | Grace Dunphy (†) |             |             | Frank Dunphy (†) | Frank Dunphy (†) | Frank Dunphy (†) | Frank Dunphy (†) | Frank Dunphy (†) | Frank Dunphy (†) |
|                |                |                |                |                |                |               |               |                  |                  |                  |                  |                  |                  |                |                |                |                | Joe Pritchett |  |                |                |                |                |                       |                       |                       |                       |                       |                       |                    |                    |                    |                    |  |  |                    |                    |                    |                    |                    |                    |  |  |             |             |             |             |                  |                  |                  |                  |                  |                  |             |             |                  |                  |                  |                  |                  |                  |
|                |                |                |                |                |                |               |               |                  |                  |                  |                  |                  |                  |                |                |                |                |               |  |                |                |                |                |                       |                       |                       |                       |                       |                       |                    |                    |                    |                    |  |  |                    |                    |                    |                    |                    |                    |  |  |             |             |             |             |                  |                  |                  |                  |                  |                  |             |             |                  |                  |                  |                  |                  |                  |
|                |                |                |                |                |                |               |               |                  |                  |                  |                  |                  |                  |                |                |                |                |               |  |                |                |                |                |                       |                       |                       |                       |                       |                       |                    |                    |                    |                    |  |  |                    |                    |                    |                    |                    |                    |  |  |             |             |             |             |                  |                  |                  |                  |                  |                  |             |             |                  |                  |                  |                  |                  |                  |
|                |                |                |                | Manny Delgado  | Manny Delgado  | Manny Delgado | Manny Delgado | Manny Delgado    | Manny Delgado    |                  |                  | Merle Tucker     | Merle Tucker     | Merle Tucker   | Merle Tucker   | Merle Tucker   | Merle Tucker   |               |  | Barb Tucker    | Barb Tucker    | Barb Tucker    | Barb Tucker    | Barb Tucker           | Barb Tucker           |                       |                       |                       |                       |                    |                    |                    |                    |  |  |                    |                    |                    |                    |                    |                    |  |  |             |             |             |             |                  |                  |                  |                  |                  |                  |             |             |                  |                  |                  |                  |                  |                  |
|                |                |                |                | Manny Delgado  | Manny Delgado  | Manny Delgado | Manny Delgado | Manny Delgado    | Manny Delgado    |                  |                  | Merle Tucker     | Merle Tucker     | Merle Tucker   | Merle Tucker   | Merle Tucker   | Merle Tucker   |               |  | Barb Tucker    | Barb Tucker    | Barb Tucker    | Barb Tucker    | Barb Tucker           | Barb Tucker           |                       |                       |                       |                       |                    |                    |                    |                    |  |  |                    |                    |                    |                    |                    |                    |  |  |             |             |             |             |                  |                  |                  |                  |                  |                  |             |             |                  |                  |                  |                  |                  |                  |
|                |                |                |                |                |                |               |               |                  |                  |                  |                  |                  |                  |                |                |                |                |               |  |                |                |                |                |                       |                       |                       |                       |                       |                       |                    |                    |                    |                    |  |  |                    |                    |                    |                    |                    |                    |  |  |             |             |             |             |                  |                  |                  |                  |                  |                  |             |             |                  |                  |                  |                  |                  |                  |
|                |                |                |                |                |                |               |               |                  |                  |                  |                  |                  |                  |                |                |                |                |               |  |                |                |                |                |                       |                       |                       |                       |                       |                       |                    |                    |                    |                    |  |  |                    |                    |                    |                    |                    |                    |  |  |             |             |             |             |                  |                  |                  |                  |                  |                  |             |             |                  |                  |                  |                  |                  |                  |
|                |                |                |                |                |                |               |               |                  |                  |                  |                  | Pameron Tucker   | Pameron Tucker   | Pameron Tucker | Pameron Tucker | Pameron Tucker | Pameron Tucker |               |  | Cameron Tucker | Cameron Tucker | Cameron Tucker | Cameron Tucker | Cameron Tucker        | Cameron Tucker        |                       |                       | Mitchell Pritchett    | Mitchell Pritchett    | Mitchell Pritchett | Mitchell Pritchett | Mitchell Pritchett | Mitchell Pritchett |  |  | Claire Dunphy      | Claire Dunphy      | Claire Dunphy      | Claire Dunphy      | Claire Dunphy      | Claire Dunphy      |  |  |             |             |             |             |                  |                  |                  |                  | Phil Dunphy      | Phil Dunphy      | Phil Dunphy | Phil Dunphy | Phil Dunphy      | Phil Dunphy      |                  |                  |                  |                  |
|                |                |                |                |                |                |               |               |                  |                  |                  |                  | Pameron Tucker   | Pameron Tucker   | Pameron Tucker | Pameron Tucker | Pameron Tucker | Pameron Tucker |               |  | Cameron Tucker | Cameron Tucker | Cameron Tucker | Cameron Tucker | Cameron Tucker        | Cameron Tucker        |                       |                       | Mitchell Pritchett    | Mitchell Pritchett    | Mitchell Pritchett | Mitchell Pritchett | Mitchell Pritchett | Mitchell Pritchett |  |  | Claire Dunphy      | Claire Dunphy      | Claire Dunphy      | Claire Dunphy      | Claire Dunphy      | Claire Dunphy      |  |  |             |             |             |             |                  |                  |                  |                  | Phil Dunphy      | Phil Dunphy      | Phil Dunphy | Phil Dunphy | Phil Dunphy      | Phil Dunphy      |                  |                  |                  |                  |
|                |                |                |                |                |                |               |               |                  |                  |                  |                  |                  |                  |                |                |                |                |               |  |                |                |                |                |                       |                       |                       |                       |                       |                       |                    |                    |                    |                    |  |  |                    |                    |                    |                    |                    |                    |  |  |             |             |             |             |                  |                  |                  |                  |                  |                  |             |             |                  |                  |                  |                  |                  |                  |
|                |                |                |                |                |                |               |               |                  |                  |                  |                  |                  |                  |                |                |                |                |               |  |                |                |                |                |                       |                       |                       |                       |                       |                       |                    |                    |                    |                    |  |  |                    |                    |                    |                    |                    |                    |  |  |             |             |             |             |                  |                  |                  |                  |                  |                  |             |             |                  |                  |                  |                  |                  |                  |
|                |                |                |                |                |                |               |               |                  |                  |                  |                  |                  |                  |                |                |                |                |               |  |                |                |                |                | Lily Tucker-Pritchett | Lily Tucker-Pritchett | Lily Tucker-Pritchett | Lily Tucker-Pritchett | Lily Tucker-Pritchett | Lily Tucker-Pritchett |                    |                    |                    |                    |  |  | Haley Dunphy       | Haley Dunphy       | Haley Dunphy       | Haley Dunphy       | Haley Dunphy       | Haley Dunphy       |  |  | Alex Dunphy | Alex Dunphy | Alex Dunphy | Alex Dunphy | Alex Dunphy      | Alex Dunphy      |                  |                  | Luke Dunphy      | Luke Dunphy      | Luke Dunphy | Luke Dunphy | Luke Dunphy      | Luke Dunphy      |                  |                  |                  |                  |

### Die Familie Delgado-Pritchett

#### Jayson „Jay“ Francis Pritchett
Jay ist der Patriarch der Familie und Vater von Claire und Mitchell. Er ist in zweiter Ehe mit Gloria verheiratet und somit Stiefvater von Manny. Mit Gloria hat er später auch den gemeinsamen Sohn Joe. Er ist Chef der Schrankfirma Pritchett's Closets & Blinds und gehört zur Oberschicht. Jay fährt Porsche, Mercedes sowie Audi, ist meist zu Hause oder auf dem Golfplatz und emotional ziemlich verschlossen. So sagt er nur unter Zwang zu seinem Sohn, dass er ihn liebt. Allgemein fällt es ihm sehr schwer, Gefühle zu zeigen, und mit Zuneigungsbekundungen seiner Familie kann er oft nur schwer umgehen, zeigt sich aber doch bisweilen sehr gerührt. Sein eher konservatives Männerbild macht es ihm anfangs schwer, offen mit der Homosexualität seines Sohnes Mitchell umzugehen. Zu seiner Tochter Claire hingegen pflegt er schon immer ein gutes Verhältnis.

#### Gloria Maria Delgado-Pritchett (geb. Ramirez)
Gloria ist Jays viel jüngere Ehefrau und die Mutter von Manny und Joe. Sie ist gutaussehend und sehr temperamentvoll. Gloria stammt aus Kolumbien und legt viel Wert auf ihre ethnische Herkunft. Sie möchte durch ihre Erziehung erreichen, dass ihre Söhne diese nicht vergessen. Ihre Vergangenheit in Kolumbien bleibt die ganze Serie über geheimnisvoll und sie erzählt oft Geschichten über diese, die auf ihre neue Familie häufig absurd wirken. Des Weiteren legt Gloria großen Wert auf ihr äußeres Erscheinungsbild, was sich in ihrem teilweise extravaganten Kleidungsstil widerspiegelt. Auf der einen Seite ist sie sehr tough, auf der anderen Seite liegt ihr ihre Beziehung zu ihrer neuen Familie sehr am Herzen und sie freut sich über jedes Familientreffen. Zudem ist sie, im Gegensatz zur restlichen Familie, eine sehr gläubige Frau, die regelmäßig die Kirche besucht. Ab der zehnten Staffel arbeitet sie für Phils Immobilienbüro.

#### Manuel „Manny“ Alberto Javier Alejandro Ramirez Delgado
Manny ist Glorias Sohn aus einer vorangegangenen Ehe. Sein Verhalten ist meist sehr erwachsen, und er verblüfft des Öfteren Ältere mit seiner Abgeklärtheit. So trinkt er häufig Espresso, obwohl er diesen gar nicht mag, sondern nur erwachsen wirken will. Vor allem in den ersten Staffeln versucht Manny immer wieder, mit romantischen und charmanten Gesten verschiedene Mädchen für sich zu gewinnen, wobei er auch vor solchen, die eigentlich zu alt für ihn sind, nicht zurückschreckt. Allerdings sind diese Versuche lange Zeit nicht von langfristigem Erfolg gekrönt. Seine Intelligenz, sein Wissen und seine „reife Seele“ stehen anfangs immer wieder im Kontrast zu seinem meist kindlichen Verhalten. So hat er zum Beispiel Angst vor Monstern und Schmetterlingen. Später studiert er Schauspiel und Film und versucht sich hierfür unter anderem als Regisseur.

#### Fulgencio Joseph „Joe“ Pritchett
Joe ist Jays und Glorias Sohn. Glorias Mutter hatte auf den Namen Fulgencio bestanden, aber verwendet wird dieser Name eigentlich nie. Gloria erzählt in der letzten Episode der dritten Staffel, dass sie schwanger sei. Geboren wird Joe in der zwölften Folge der vierten Staffel. In der Episode „Ein Anfänger ist kein Meister“ lernt er das Laufen. Joe ist verspielt und manchmal frech. Dabei ist er aber fast immer ehrlich und kann seine Fehler zugeben. In seiner Entwicklung schaut er sich einige typisch männliche Verhaltensweisen von seinem Vater Jay ab, sehr zur Freude dessen und zum Leidwesen seiner Mutter.

#### Stella
Stella ist eine französische Bulldogge und der Hund im Hause Delgado-Pritchett. Sie wird von Jay gepflegt und verhätschelt, was Gloria nicht besonders gefällt. In der Folge 22 in Staffel 2 nimmt die Familie Stella auf. In der Folge „Friede, Freude, Familienfoto“ geht Jay mit ihr zu einem Hundelauf bzw. Schönheits-Wettkampf.

### Die Familie Dunphy

#### Claire Melinda Dunphy (geb. Pritchett)
Claire ist die Tochter von Jay, fürsorgliche Vollzeit-Mutter und Hausfrau der Dunphy-Familie. Des Öfteren gibt es Anspielungen auf ihre Jugend, in der sie alles andere als eine brave Tochter war. Trotzdem tut sie gegenüber ihren Kindern so, als sei sie immer sehr brav und fleißig gewesen. Claire ist sehr ehrgeizig, gilt in der Familie als Perfektionistin und kocht häufig innerlich – manchmal auch äußerlich –, wenn etwas nicht nach ihren Vorstellungen läuft. In Zeiten, in denen sie nicht berufstätig ist, wirkt sie oft unausgeglichen und auf der Suche nach einer Aufgabe. Zwischenzeitlich strebt sie einen Einzug in den Stadtrat an, erhält jedoch nicht genügend Wählerstimmen. Als emotionalen Problemlöser nutzt Claire oft ein, zwei Gläser Wein, wobei sie aber nie exzessiv trinkt. Zu Gloria hat sie ein ambivalentes Verhältnis. Sie schätzt diese zwar als Freundin, doch ist auch eifersüchtig auf ihre scheinbar so perfekte Erscheinung. Im weiteren Verlauf der Serie arbeitet Claire für die Schrank-Firma ihres Vaters und wird schließlich auch dessen Nachfolgerin als neue Chefin. In der letzten Staffel gibt sie diesen Job allerdings als Folge von Überarbeitung wieder auf.

#### Philip „Phil“ Humphrey Dunphy
Phil ist Claires Ehemann, der sich selbst als der „coole Dad“ bezeichnet. Er sieht sich nicht in der klassischen Vaterrolle, sondern versucht, der coole Kumpel seiner Kinder zu sein. Zu seinem Schwiegervater hat er ein schwieriges Verhältnis, da dieser vor allem anfangs ein Problem mit der Ehe seiner Tochter mit Phil gehabt hatte. Phil versucht immer wieder Anerkennung von Jay zu bekommen. Im Laufe der Serie gelingt es ihm nach und nach und die beiden kommen sich etwas näher. Phil ist harmoniebedürftig und mit Wutausbrüchen seiner Frau meist überfordert. In seiner Schulzeit war er bei den Cheerleadern, des Weiteren ist er passionierter Trampolinspringer sowie Hobby-Zauberer. Beruflich arbeitet er – ebenfalls sehr leidenschaftlich – als Immobilienmakler. Phil zeigt nahezu kindliche Begeisterung für ausgefallene technische Dinge, zum Beispiel einen ferngesteuerten Regenrinnenreiniger oder wenn er mit Luke versucht, einen automatischen Pfannkuchenwender zu entwickeln. Hin und wieder bricht er seine eigenen Regeln oder jene, die er gemeinsam mit Claire aufgestellt hat. Er nennt Luke selbst als sein Lieblingskind, auch wenn immer wieder deutlich erkennbar ist, wie sehr ihm auch seine Töchter am Herzen liegen. Mit Luke stellt er vor allem in den frühen Jahren zum Leidwesen seiner Frau regelmäßig Blödsinn an und es geht ihm sichtbar nahe, dass dieser mit der Zeit vernünftiger wird. Phil pflegt ein ausgezeichnetes Verhältnis zu seinem eigenen Vater Frank, der ein gleichermaßen albernes Gemüt hat.

#### Haley Gwendolyn Dunphy
Haley ist die älteste Tochter von Claire und Phil, die bereits als Neunjährige ihre ersten Erfahrungen mit Jungen gemacht hat. Ihr Kleidungsstil ist sehr aufreizend, was speziell ihrer Mutter missfällt. Beim Erwachsenwerden eckt sie nicht nur mit ihrem Kleidungsstil bei ihren Eltern und ihrem Großvater an, sondern auch mit ihrem Verhalten, insbesondere Partys und Jungs betreffend. In der Schule erbringt sie nur unterdurchschnittliche Leistungen. Sie ist die meiste Zeit, allerdings mit Unterbrechungen, mit dem Musiker Dylan liiert. In der sechsten Staffel bahnt sich mehr und mehr eine Beziehung mit Andy (Joes Babysitter) an, in der siebten Staffel kommen sie zusammen. Nachdem dieser wegzieht, heiratet sie in der zehnten Staffel jedoch Dylan und bekommt mit ihm Zwillinge, ein Mädchen und einen Jungen.

#### Alexandra „Alex“ Anastasia Dunphy
Alex ist die zweite Tochter von Claire und Phil. Wie Haley ist ihr ein eigener Kleidungsstil sehr wichtig, der allerdings im Gegensatz zu ihrer Schwester weniger auf der aktuellen Mode, sondern mehr auf ihrem Wunsch nach Individualismus beruht. Sie legt großen Wert auf ihre Bildung und fällt in der Schule stets durch außerordentlich gute Leistungen auf. Diese ermöglichen ihr später einen Hochschulabschluss von der Eliteuni Caltech und gut bezahlte Jobs in der Wissenschaft. Alex hat einen schwarzen Humor und amüsiert sich gerne auf Kosten intellektuell unterlegener Mitmenschen. Sie wirkt altklug und spricht oft offen aus, was sie über ihre Familie, insbesondere ihre Geschwister, denkt. Durch ihre oft streberhaft wirkende Art fällt es ihr schwer, Freunde zu finden. Im Verlauf der Serie hat sie mehrere Partner, mit denen sie jedoch nie lange zusammen bleibt. So ist sie in Staffel 8 und 9 mit Claires Assistenten Ben zusammen, in der zehnten Staffel mit dem „heißen“ Feuerwehrmann Bill.

#### Lucas „Luke“ Philip Dunphy
Luke ist der Sohn und das jüngste Kind von Claire und Phil. Er ist verspielt, etwas tollpatschig und verliert sich oft in seinen eigenen Gedanken. Gleichzeitig ist er sehr hilfsbereit. Seine Mutter Claire ist froh, dass wenigstens eines ihrer Kinder auf ihre Hilfe und Fürsorge angewiesen zu sein scheint. Auch im weiteren Verlauf der Serie wohnt Luke als einziges der Dunphy-Kinder dauerhaft zu Hause und hat auch nie einen festen Beruf. 

#### Dylan Stardust Marshall
Dylan ist der Freund von Haley. Die beiden gehen zusammen durch Höhen und Tiefen, trennen sich oft und kommen immer wieder zusammen. Während Phil ihn sehr mag, stößt er vor allem bei Claire anfangs auf große Ablehnung. Es scheint, als sei Dylan noch einfacher gestrickt als Haley. So versteht er oftmals Dinge falsch oder nimmt sie wörtlich. Dylan ist naiv und – wie Phil – ein Träumer. Er ist Haley ein treuer Liebhaber und würde für sie durchs Feuer gehen. In der zehnten Staffel heiraten Dylan und Haley und bekommen Zwillinge, ein Mädchen und einen Jungen.

#### Poppy und George Marshall
Poppy und George sind die Zwillinge von Haley und Dylan. Sie werden in der letzten Folge der zehnten Staffel geboren und zu Beginn mit der Hilfe von Claire und Phil großgezogen.

### Die Familie Tucker-Pritchett

#### Mitchell „Mitch“ Vincent Pritchett
Mitchell ist Jays schwuler Sohn, der mit seinem Partner Cameron zu Beginn der Serie ein Baby aus Vietnam adoptiert. Er ist Anwalt und Ernährer der Familie. Zu Hause ist er ein liebevoller Vater, der aber – im Gegensatz zu Cameron – auch die Selbstständigkeit der kleinen Lily fördern möchte. Er hält nicht viel davon, Zärtlichkeiten in der Öffentlichkeit auszutauschen. Allgemein ist Mitchell verklemmt und bisweilen neurotisch. Zudem ist er extrem sarkastisch. Bei alledem legt er allerdings großen Wert darauf, sich öffentlich zu seinem Partner Cameron und damit auch zu seiner Homosexualität zu bekennen. Es ist ihm wichtig, auch von seinem Vater Jay als schwuler Sohn akzeptiert zu werden. Auf Jays Versuche, die Homosexualität seines Sohnes zu vertuschen, reagiert er entsprechend gereizt. Er erfüllt einige Stereotype. So ist er ein Fan von Lady Gaga, handwerklich unbegabt und kann keinen Ball werfen oder fangen.

#### Cameron „Cam“ Scott Tucker
Cameron ist Mitchells Lebenspartner. Er ist auf einer Farm in Missouri aufgewachsen. Eigentlich ist er Musiklehrer, hat seine Arbeit aber weitgehend aufgegeben, um sich ganz Lilys Erziehung zu widmen. Lily ist neben Mitchell sein Ein und Alles. Er ist sehr fürsorglich und verbringt in ihrer Kleinkindzeit den ganzen Tag mit ihr, wobei er eine Vorliebe dafür hat, sie nach dem Vorbild prominenter Persönlichkeiten zu verkleiden. Zum Missfallen Mitchells verhätschelt er das Kind sehr. Cameron erfüllt ebenfalls einige Stereotype, allerdings völlig andere als sein Partner Mitchell. Er selbst bezeichnet sich als „Diva“ oder „Drama-Queen“ und hat einen Hang zum Theatralischen. Andererseits ist er handwerklich wesentlich begabter als Mitchell und zeigt großes Interesse an Sport. So spielte er im Footballteam der University of Illinois und ist im weiteren Verlauf der Serie als erster offen homosexueller Footballcoach an der High School tätig. Darüber hinaus hat Cameron eine klassische Clowns-Ausbildung absolviert und tritt auf Kindergeburtstagen gerne als der Clown „Fizbo“ auf.

#### Lilian „Lily“ Elizabeth Tucker-Pritchett (ehem. Pritchett)
Lily ist die vietnamesische Adoptivtochter von Cameron und Mitchell. Sie wird sehr umsorgt und mit Geschenken verwöhnt. Wie ihre Cousine Alex ist sie überdurchschnittlich intelligent und verfügt über einen ebenso ausgeprägten wie pointierten Sarkasmus. Häufig zieht sie sich in ihr Zimmer zurück, um nichts mit den Dramen ihrer Väter zu tun haben zu müssen. Im späteren Verlauf der Serie wird ihr von Teilen der Großfamilie ein schlechter Charakter unterstellt und sie wirkt aufgrund ihrer Kühle einschüchternd auf diese.

#### Rexford „Rex“ Jason Tucker-Pritchett
Rexford ist der Adoptivsohn von Cameron und Mitchell. Sie adoptieren ihn spontan in der letzten Staffel, als die Adoptionsagentur einen Fehler gemacht und das Paar nicht aus ihrem System gelöscht hatte. Rexfords leibliche Eltern wünschen sich Cameron und Mitchell dann als die neuen Eltern ihres Kindes.

## Besetzung und Synchronisation
Die deutsche Synchronisation entstand durch die Synchronfirma Arena Synchron GmbH in Berlin. Marius Clarén schreibt zusammen mit Eva Schaaf, Frank-Michael Helmke, Kim Hasper und Matthias von Stegmann die Dialogbücher und führt mit Schaaf, Hasper und von Stegmann die Dialogregie.

### Hauptbesetzung
| Rollenname                 | Schauspieler            | Hauptrolle  | Nebenrolle | Synchronsprecher                                      |
| -------------------------- | ----------------------- | ----------- | ---------- | ----------------------------------------------------- |
| Jay Pritchett              | Ed O’Neill              | 1.01–11.18  |            | Rüdiger Bahr                                          |
| Gloria Delgado-Pritchett   | Sofía Vergara           | 1.01–11.18  |            | Carolina Vera                                         |
| Claire Dunphy              | Julie Bowen             | 1.01–11.18  |            | Christin Marquitan                                    |
| Phillip „Phil“ Dunphy      | Ty Burrell              | 1.01–11.18  |            | Peter Flechtner                                       |
| Mitchell „Mitch“ Pritchett | Jesse Tyler Ferguson    | 1.01–11.18  |            | Kim Hasper                                            |
| Cameron „Cam“ Tucker       | Eric Stonestreet        | 1.01–11.18  |            | Robert Louis Griesbach                                |
| Haley Dunphy               | Sarah Hyland            | 1.01–11.18  |            | Luisa Wietzorek                                       |
| Alex Dunphy                | Ariel Winter            | 1.01–11.18  |            | Friedel Morgenstern                                   |
| Luke Dunphy                | Nolan Gould             | 1.01–11.18  |            | Linus Drews                                           |
| Manny Delgado              | Rico Rodriguez          | 1.01–11.18  |            | Amadeus Siegel (1.01–3.24) Vincent Borko (4.01–11.18) |
| Lily Tucker-Pritchett      | Ella und Jaden Hiller   |             | 1.01–2.24  | Zalina Sanchez                                        |
| Lily Tucker-Pritchett      | Aubrey Anderson-Emmons  | 3.01–11.18  |            | Zalina Sanchez                                        |
| Joe Pritchett              | Rebecca und Sierra Mark |             | 4.12–4.24  | Elia Baunach (6.21) Carlo Clarén (7.01–11.18)         |
| Joe Pritchett              | Pierce Wallace          |             | 5.01–6.24  | Elia Baunach (6.21) Carlo Clarén (7.01–11.18)         |
| Joe Pritchett              | Jeremy Maguire          | 7.01–11.18  |            | Elia Baunach (6.21) Carlo Clarén (7.01–11.18)         |
| Dylan Marshall             | Reid Ewing              | 11.01–11.18 | 1.01–10.22 | Aljosha Fritzsche                                     |

### Nebendarsteller
| Rollenname                                | Schauspieler          | Nebenrolle (Staffeln) | Nebenrolle (Episoden)                                                                                        | Information                                       | Synchronsprecher                                                   |
| Familienangehörige                        | Familienangehörige    | Familienangehörige    | Familienangehörige                                                                                           | Familienangehörige                                | Familienangehörige                                                 |
| ----------------------------------------- | --------------------- | --------------------- | --- | ------------------------------------------------- | ------------------------------------------------------------------ |
| DeDe Williams                             | Shelley Long          | 1–2, 4, 7–10          | 1.04, 2.15, 4.07, 7.21, 8.11, 9.20, 10.05 (Stimme)                                                           | Mutter von Mitchell & Claire                      | Susanna Bonasewicz                                                 |
| Frank Dunphy                              | Fred Willard          | 1, 4–6, 8–11          | 1.10, 1.21, 4.14, 4.18, 4.24, 5.06, 5.08, 6.12, 8.10, 8.15, 8.19, 9.12, 10.20, 11.11                         | Vater von Phil                                    | Till Hagen                                                         |
| Javier Delgado                            | Benjamin Bratt        | 1, 3–4, 6, 8, 11      | 1.11, 3.11, 4.20, 6.22, 8.22, 11.12                                                                          | Vater von Manny                                   | Thomas Wolff                                                       |
| Barb Tucker                               | Celia Weston          | 2, 5, 8               | 2.09, 5.08, 5.23–5.24, 8.01                                                                                  | Camerons Mutter                                   | Katharina Lopinski                                                 |
| Merle Tucker                              | Barry Corbin          | 3, 5                  | 3.20, 5.23–5.24                                                                                              | Camerons Vater                                    | Hans Teuscher                                                      |
| Pilar Ramirez                             | Elizabeth Peña        | 4–5                   | 4.13, 5.10                                                                                                   | Glorias Mutter                                    | Monica Bielenstein                                                 |
| Sonia Ramirez                             | Stephanie Beatriz     | 4, 6, 8, 11           | 4.13, 6.14, 8.01, 11.03                                                                                      | Glorias Schwester                                 | Maja Maneiro                                                       |
| Pam Tucker                                | Dana Powell           | 5, 7–10               | 5.04, 5.23–5.24, 7.17, 8.01, 8.19–8.20, 9.02–9.03, 9.09–9.11, 9.20, 10.11                                    | Camerons Schwester                                | Katrin Fröhlich                                                    |
| Freunde der jeweiligen Familienmitglieder |                       |                       | |                                                   |                                                                    |
| Sal                                       | Elizabeth Banks       | 1, 4–6, 8, 11         | 1.08, 4.17, 5.23–5.24, 6.15, 8.12, 11.17                                                                     | Freundin von Mitchell & Cameron                   | Debora Weigert                                                     |
| Shorty                                    | Chazz Palminteri      | 1, 3–5, 9–10          | 1.13, 3.07, 4.01, 5.13, 9.04, 10.22                                                                          | Jays bester Freund                                | Hans-Jürgen Wolf (Staffel 1, 3–5) K. Dieter Klebsch (Staffel 9–10) |
| Charlie Bingham                           | Justin Kirk           | 1–3, 5, 7             | 1.20, 2.06, 3.03, 5.02, 5.09, 7.01                                                                           | Mitchells Ex-Chef & Freund                        | Björn Schalla                                                      |
| Pepper Saltzman                           | Nathan Lane           | 2, 4–7, 9–10          | 2.03, 2.18, 4.14, 5.06, 5.23–5.24, 6.15, 7.15, 9.04, 10.14                                                   | Freund von Mitchell & Cameron                     | Lutz Schnell                                                       |
| Longinus                                  | Kevin Daniels         | 2–7, 9, 11            | 2.10, 2.18, 3.06, 4.03, 5.23–5.24, 6.15, 6.22, 7.15, 9.15, 11.04, 11.07                                      | Freund von Mitchell & Cameron                     | Markus Pfeiffer                                                    |
| Reuben Rand                               | Spenser McNeil        | 4–5, 7–9              | 4.05, 4.13, 5.03, 7.05–7.08, 7.20, 8.05, 9.02                                                                | Freund von Luke & Manny                           | Nicolas Rathod                                                     |
| Gil Thorpe                                | Rob Riggle            | 4–6, 8–11             | 4.20–4.21, 5.15, 6.11, 8.13, 9.03, 10.08, 11.04                                                              | Phils Rivale                                      | Nicolas König                                                      |
| Ronaldo                                   | Christian Barillas    | 5–11                  | 5.06, 5.23–5.24, 6.15, 7.15, 8.03, 9.04, 9.16, 9.22, 10.14, 10.20, 11.04, 11.07, 11.17                       | Peppers Assistent und fester Freund               | Markus Pfeiffer                                                    |
| Andy Bailey                               | Adam DeVine           | 5–7, 9                | 5.06–5.07, 5.11, 5.17, 5.23–5.24, 6.03, 6.07, 6.13, 6.17, 6.19, 6.24–7.01, 7.06–7.09, 7.14, 7.17, 7.22, 9.21 | Joes Nanny, Phils Assistent & Haleys Freund       | Leonhard Mahlich                                                   |
| Rhonda                                    | Arden Belle           | 5                     | 5.14, 5.16                                                                                                   | Freundin von Luke & Manny                         | Clara Drews                                                        |
| Sydney Barrow                             | Aubree Young          | 6–7                   | 6.03, 6.18, 7.16                                                                                             | Schulfreundin von Lily                            | Marie Thönißen                                                     |
| Earl Chambers                             | Jon Polito            | 6–8                   | 6.05, 7.03, 7.16, 8.04                                                                                       | Jays Rivale                                       | Roland Hemmo                                                       |
| Ben                                       | Joe Mande             | 6–9                   | 6.17, 7.04, 7.15, 7.20, 7.22, 8.12, 8.14–8.16, 8.18, 9.01, 9.04–9.05                                         | Mitarbeiter bei Closets & Blinds, Freund von Alex | Dirk Petrick                                                       |
| Beth                                      | Laura Ashley Samuels  | 6–7                   | 6.17, 6.24–7.01, 7.06, 7.09                                                                                  | Andys Freundin                                    | Anna Amalie Blomeyer                                               |
| Sanjay Patel                              | Suraj Partha          | 6–7                   | 6.22, 7.01, 7.12                                                                                             | Alex‘ Rivale, Freund von Alex                     | Sebastian Fitzner                                                  |
| Rainer Shine                              | Nathan Fillion        | 8–9                   | 8.04, 8.07–8.08, 8.12, 8.16, 8.18, 9.21                                                                      | Freund von Haley                                  | Tobias Kluckert                                                    |
| Dr. Arvin Fennerman                       | Chris Geere           | 9–11                  | 9.13–9.14, 9.17, 9.21, 10.01–10.02, 10.04, 11.15, 11.17                                                      | Lehrer an Alex’ Universität, Haleys Freund        | Malte Arkona                                                       |
| Bill                                      | Jimmy Tatro           | 9–11                  | 9.17, 10.05, 10.14, 10.18, 10.20, 11.05                                                                      | Freund von Alex                                   | Jannik Endemann                                                    |
| Sherry                                    | Hillary Anne Matthews | 10–11                 | 10.02, 10.04, 10.11, 10.22–11.01, 11.08                                                                      | Freundin von Manny                                | Victoria Frenz                                                     |
| Nachbarn der Dunphys                      |                       |                       | |                                                   |                                                                    |
| Walt Kleezak                              | Philip Baker Hall     | 2–3                   | 2.18, 3.11, 3.19                                                                                             | Nachbar der Dunphys, Freund von Luke              | Jochen Schröder                                                    |
| Duane Bailey                              | David Cross           | 3                     | 3.04–3.05, 3.13                                                                                              | Stadtrat                                          | Stefan Krause                                                      |
| Ronnie LaFontaine                         | Steve Zahn            | 6                     | 6.05–6.06, 6.12, 6.20                                                                                        | Nachbar der Dunphys                               | Gerrit Schmidt-Foß                                                 |
| Amber LaFontaine                          | Andrea Anders         | 6                     | 6.05–6.06, 6.12, 6.20                                                                                        | Nachbarin der Dunphys                             | Antje von der Ahe                                                  |
| Tammy LaFontaine                          | Brooke Sorenson       | 6–7                   | 6.05, 6.12, 7.06                                                                                             | Nachbarin der Dunphys                             | Lina Rabea Mohr                                                    |
| Andere                                    |                       |                       | |                                                   |                                                                    |
| Principal Brown                           | Andrew Daly           | 5–6, 8, 10            | 5.02, 5.12, 6.21–6.22, 8.03, 8.09, 10.08, 10.13                                                              | Schulleiter                                       | Axel Malzacher                                                     |

In der Serie haben noch weitere Schauspieler und andere bekannte Prominente, wie unter anderem Penn Jilette, Kevin Chamberlin, Jonathan Banks, Edward Norton, Mo Collins, Jennifer Tilly, Minnie Driver, David Brenner, Judy Greer, Terry Bradshaw, Billy Crystal, Tyne Daly, Eric Lange, Kobe Bryant, Chris Martin, James Van Der Beek, Peyton Manning,  Charles Barkley, DeAndre Jordan, Ellen Barkin, Danny Trejo, Brandy Ledford, Matt Dillon, David Faustino, Billy Dee Williams, Dominic Sherwood, Leslie Mann, Jami Gertz, Matthew Broderick, Maxwell Caulfield, James Marsden, Kevin Hart, Lainie Kazan, Ray Liotta, Oliver Platt, Peri Gilpin,  Catherine O’Hara, Martin Short, Jesse Eisenberg, Millie Bobby Brown, Paget Brewster, Niecy Nash, Courteney Cox und David Beckham Gastauftritte.

## Ausstrahlung
In den USA hatte die Serie am 23. September 2009 auf dem Sender ABC Premiere.
Für die Schweiz hat sich der Sender 3+ die Serie gesichert, und plante zunächst eine Ausstrahlung ab Herbst 2011. Dies wurde allerdings verschoben, da es noch keine Synchronfassung gab. Der erste Teil der ersten Staffel wurde letztendlich vom 3. April 2012 bis zum 9. Mai ausgestrahlt.
Für Deutschland erwarb zunächst die RTL Group die Rechte. Die deutschsprachige Erstausstrahlung der ersten 6 Staffeln erfolgte von 2012 bis 2016 bei dem Free-TV-Sender RTL Nitro. Im Jahr 2018 wurden die exklusiven Rechte für die Ausstrahlung im deutschen Free-TV von Comedy Central erworben. Der Comedy-Sender startete mit der Ausstrahlung der ersten Staffel am 11. Februar 2019 und zeigte ab August 2019 die neunte sowie ab Januar 2020 die zehnte Staffel erstmals im Free-TV.
Der Sender Netflix machte 2017 die ersten 6 Staffeln verfügbar. Sky sendete ab 2018 die siebte bis neunte Staffel auf dem Sender Sky1. 2019 machte Netflix die siebte, achte und neunte Staffel verfügbar.
Die 10. Staffel ist seit dem 20. Juni 2020 auf Netflix abrufbar, Staffel 11 seit dem 12. September 2021.
Kurz nach dem Erscheinen dieser finalen Staffel, verließen Staffel 1 bis 3 Netflix. Seit dem 21. Oktober 2021 waren diese dann auf dem Streamingsender Disney+ zu sehen. Dies geschah, nachdem das Produktionsunternehmen der Serie, 20th Century Fox Television, vom Disney-Konzern aufgekauft worden war. In den folgenden Monaten verließen nach und nach die weiteren Modern Family-Staffeln Netflix, zunächst allerdings ohne auf Disney+ zu erscheinen. Dies geschah am 14. September 2022. Seither sind alle Modern Family-Staffeln in Deutschland auf Disney+ zu sehen.

## Auszeichnungen (Auswahl)
| Auszeichnung                                                                     | Ergebnis  |
| -------------------------------------------------------------------------------- | --------- |
| Golden Globe Awards 2009                                                         |           |
| Beste Comedy-Serie                                                               | Nominiert |
| Satellite Awards 2009                                                            |           |
| Beste Darstellerin in einer Comedyserie für Julie Bowen                          | Nominiert |
| Writers Guild of America Award 2010                                              |           |
| Beste Comedy-Serie                                                               | Nominiert |
| Beste Folge – Comedy für „Pilot“                                                 | Gewonnen  |
| Beste Neue Serie                                                                 | Gewonnen  |
| Screen Actors Guild Awards 2010                                                  |           |
| Bestes Ensemble in einer Comedy-Serie                                            | Nominiert |
| Directors Guild Awards 2010                                                      |           |
| Outstanding Directorial Achievement in einer Comedy-Serie für Jason Winer        | Gewonnen  |
| GLAAD Media Awards 2010                                                          |           |
| Outstanding Comedy-Serie                                                         | Nominiert |
| Young Artist Award 2010                                                          |           |
| Outstanding Comedy-Serie für Rico Rodriguez, Nolan Gould und Ariel Winter        | Nominiert |
| Television Critics Awards 2010                                                   |           |
| Individual Achievement in einer Comedy-Serie für Eric Stonestreet und Ty Burrell | Nominiert |
| Beste neue Serie                                                                 | Nominiert |
| Outstanding Achievement in einer Comedy-Serie                                    | Gewonnen  |
| Serie des Jahres                                                                 | Nominiert |
| Emmy Awards 2010                                                                 |           |
| Beste Comedy-Serie                                                               | Gewonnen  |
| Bestes Drehbuch                                                                  | Gewonnen  |
| Golden Globe Awards 2011                                                         |           |
| Beste Comedy-Serie                                                               | Nominiert |
| Bester Nebendarsteller (Eric Stonestreet)                                        | Nominiert |
| Beste Nebendarstellerin (Sofía Vergara)                                          | Nominiert |
| Screen Actors Guild Awards 2011                                                  |           |
| Bestes Ensemble in einer Comedy-Serie                                            | Gewonnen  |
| Bester Darsteller in einer Fernsehserie – Komödie (Ty Burrell)                   | Nominiert |
| Bester Darsteller in einer Fernsehserie – Komödie (Ed O’Neill)                   | Nominiert |
| Beste Darstellerin in einer Fernsehserie – Komödie (Sofía Vergara)               | Nominiert |
| Primetime-Emmy-Verleihung 2011                                                   |           |
| Beste Comedy-Serie                                                               | Gewonnen  |
| Nebendarsteller (Ty Burrell)                                                     | Gewonnen  |
| Nebendarstellerin (Julie Bowen)                                                  | Gewonnen  |
| Nebendarsteller (Jesse Tyler Ferguson)                                           | Nominiert |
| Nebendarsteller (Ed O’Neill)                                                     | Nominiert |
| Nebendarsteller (Eric Stonestreet)                                               | Nominiert |
| Nebendarstellerin (Sofia Vergara)                                                | Nominiert |
| Golden Globe Awards 2012                                                         |           |
| Beste Comedy-Serie                                                               | Gewonnen  |
| Bester Nebendarsteller (Eric Stonestreet)                                        | Nominiert |
| Beste Nebendarstellerin (Sofía Vergara)                                          | Nominiert |
| Primetime-Emmy-Verleihung 2012                                                   |           |
| Beste Comedy-Serie                                                               | Gewonnen  |
| Regie bei einer Comedyserie (Steven Levitan)                                     | Gewonnen  |
| Nebendarsteller (Eric Stonestreet)                                               | Gewonnen  |
| Nebendarstellerin (Julie Bowen)                                                  | Gewonnen  |
| Regie bei einer Comedyserie (Jason Winer)                                        | Nominiert |
| Nebendarsteller (Ty Burrell)                                                     | Nominiert |
| Nebendarsteller (Jesse Tyler Ferguson)                                           | Nominiert |
| Nebendarsteller (Ed O’Neill)                                                     | Nominiert |
| Nebendarstellerin (Sofía Vergara)                                                | Nominiert |
| Gastdarsteller (Greg Kinnear)                                                    | Nominiert |
| Primetime-Emmy-Verleihung 2013                                                   |           |
| Beste Comedyserie                                                                | Gewonnen  |
| Regie bei einer Comedyserie (Gail Mancuso)                                       | Gewonnen  |
| Nebendarsteller (Ty Burrell)                                                     | Nominiert |
| Nebendarsteller (Jesse Tyler Ferguson)                                           | Nominiert |
| Nebendarsteller (Ed O’Neill)                                                     | Nominiert |
| Nebendarstellerin (Julie Bowen)                                                  | Nominiert |
| Nebendarstellerin (Sofía Vergara)                                                | Nominiert |
| Golden Globe Awards 2013                                                         |           |
| Beste Comedyserie                                                                | Nominiert |
| Bester Nebendarsteller (Eric Stonestreet)                                        | Nominiert |
| Beste Nebendarstellerin (Sofía Vergara)                                          | Nominiert |
| Golden Globe Awards 2014                                                         |           |
| Beste Comedyserie                                                                | Nominiert |
| Beste Nebendarstellerin (Sofía Vergara)                                          | Nominiert |
| Primetime-Emmy-Verleihung 2014                                                   |           |
| Beste Comedyserie                                                                | Gewonnen  |
| Regie bei einer Comedyserie (Gail Mancuso)                                       | Gewonnen  |
| Nebendarsteller (Ty Burrell)                                                     | Gewonnen  |
| Nebendarsteller (Jesse Tyler Ferguson)                                           | Nominiert |
| Gastdarsteller (Nathan Lane)                                                     | Nominiert |
| Nebendarstellerin (Julie Bowen)                                                  | Nominiert |

## DVD-Veröffentlichung
Die Staffeln 1 bis 11 wurden in Deutschland, den USA und Großbritannien auf DVD veröffentlicht.